# شهود يهوه ونقل الدم

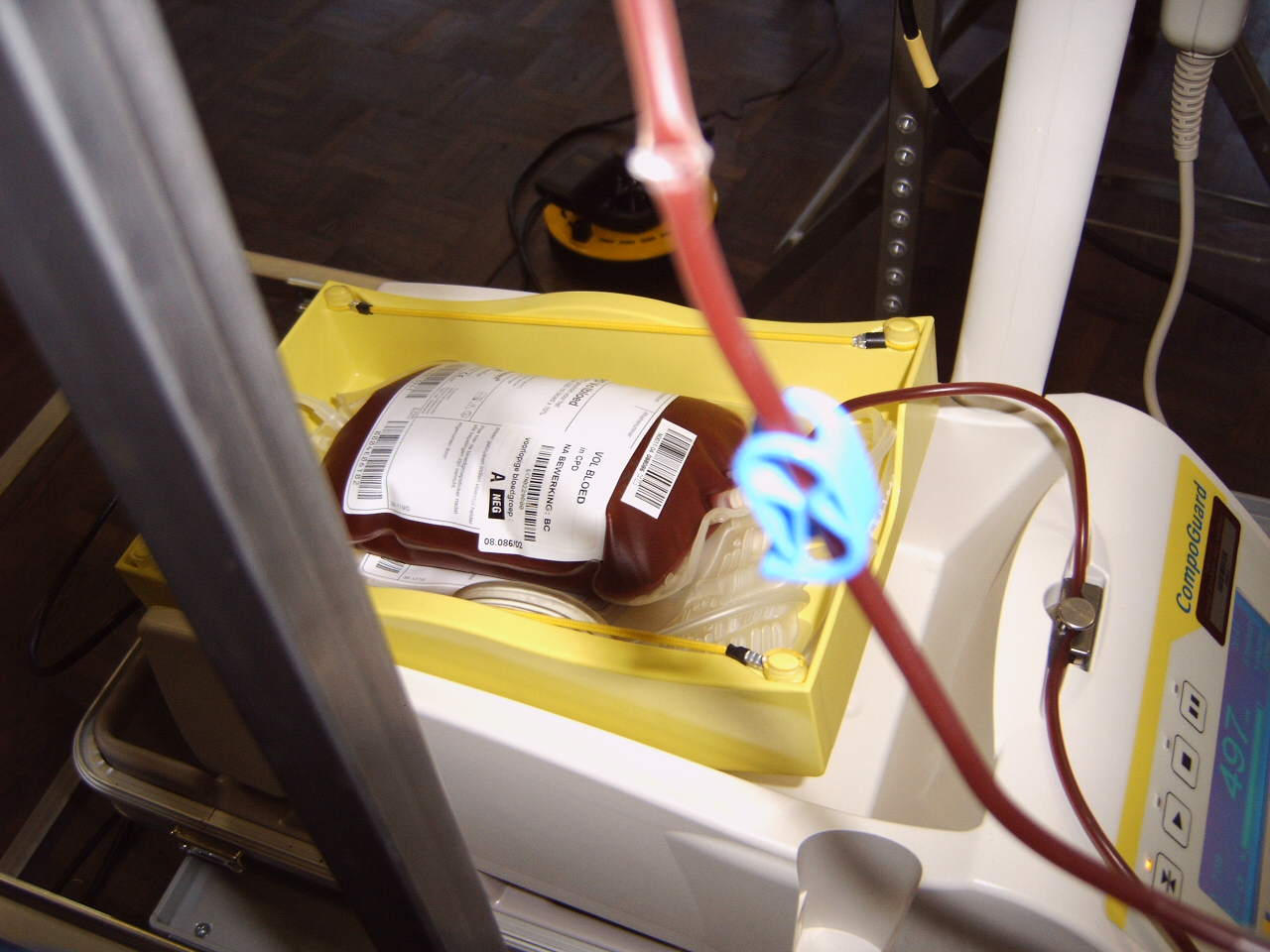

يعتقد شهود يهوه أن الكتاب المقدس يحظر على المسيحين قبول نقل الدم.تنص كتبهم على أن "الأمتناع عن الدم" يعني عدم القبول عمليات نقل الدم وعدم التبرع بالدم أو تخزينه من أجل نقل الدم يستند الأعتقاد إلى تفسير الكتاب المقدس الذي يختلف عن الطوائف المسيحية الأخرى وهي من المذاهب التي اشتهر شهود يهوه بها.
تعلم أدبيات شهود يهوه أن رفضهم نقل الدم الكامل أو مكوناته الأساسية الأربعة - الخلايا الحمراء والخلايا البيضاء والصفائح الدموية والبلازما - هو موقف ديني غير قابل للتفاوض وأن أولئك الذين يحترمون الحياة كهدية من الله لا يحاولون للحفاظ على الحياة عن طريق أخذ الدم،  حتى في حالات الطوارئ. يتم تعليم الشهود أن استخدام الكسور مثل الألبومين، الغلوبولين المناعي ومستحضرات الهيموفيلياك ليس محظورًا تمامًا، بل هو مسألة اختيار شخصي.
تم تقديم المذهب في عام 1945، وخضع لبعض التغييرات منذ ذلك الحين. يُعتبر أعضاء المجموعة الذين يقبلون نقل الدم طواعية ولا يُعتبرون تائبين على أنهم انفصلوا عن المجموعة بالتخلي عن مذاهبها  ومن ثم تم نبذهم من قبل أعضاء المنظمة. على الرغم من قبول أغلبية شهود يهوه، فإن أقلية لا تؤيد هذه العقيدة.
أنشأت جمعية برج المراقبة خدمات معلومات المستشفيات لتوفير التعليم وتسهيل الجراحة غير الدموية. تحتفظ هذه الخدمة أيضًا بلجان الاتصال بالمستشفى، التي تتمثل وظيفتها في تقديم الدعم للأتباع.
على اساس نصوص كتابية مختلفة، بما في ذلك نشوة 9:4 ، توراة 17:10، و Acts 15:28- 15:29 يعتقد شهود يهوه:
- الدم يمثل الحياة [11] وهو مقدس عند الله.[12][13] بعد إزالته من مخلوق، فإن الاستخدام الوحيد للدم الذي سمح به الله هو تكفير الذنوب.[14] عندما يمتنع مسيحي عن الدم، فهو في الواقع يعبر عن الإيمان بأن دم يسوع المسيح المسفوك فقط هو الذي يمكن أن يخلصهم حقًا وينقذ حياتهم.
- يجب عدم تناول الدم أو نقله، [8][15] حتى في حالة الطوارئ الطبية.[16]
- يجب التخلص من الدم الخارج من جسم الإنسان أو الحيوان.
- بعض الإجراءات الطبية التي تنطوي على كسور الدم أو التي تستخدم دم المريض نفسه أثناء إجراء طبي، مثل غسيل الكلى أو إنقاذ الخلايا، هي مسألة اختيار شخصي، وفقًا لما يسمح به ضمير الشخص.[17]
- الشاهد العمد الذي يقبل بلا هوادة نقل الدم يعتبر أنه فصل نفسه عن المجموعة بالتخلي عن مذاهبها ويخضع لاحقًا للتنمر المنظم من قبل الأعضاء الآخرين.[6]

تحظر عقيدة دم شهود يهوه على وجه التحديد بعض الاجراءات الطبية المتعلقة بالدم. وهذا يشمل استخدام خلايا الدم الحمراء وخلايا الدم البيضاء والصفائح الدموية وبلازما الدم. الكسور الأخرى المشتقة من الدم ليست ممنوعة. تشير منشورات برج المراقبة إلى أن بعض المنتجات المشتقة من أحد المكونات الأساسية الأربعة قد تكون مشابهة جدًا لوظيفة المكون بأكمله وتؤدي دورًا مستدامًا في الجسم لدرجة أن «معظم المسيحيين سيجدونها مرفوضة». بالنسبة للإجراءات التي لا يوجد فيها حظر عقائدي محدد، يجب على الأفراد الحصول على تفاصيل من العاملين في المجال الطبي ثم اتخاذ قرار شخصي.
الإجراءات المحظورة:
لا تحظر الإجراءات والمنتجات التالية، وتٌترك لقرار الأفراد. التبرع بالدم بشكل صارم لغرض المزيد من تجزئة الخلايا الحمراء، والخلايا البيضاء، والصفائح الدموية أو البلازما لنقل الدم الخفي أو الذاتي.
*نقل الدم من جزء من «العلاج الحالي».
*غسيل الكلى، تقنية معدلة يتم فيها ترتيب المعدات في دائرة مرتبطة باستمرار بنظام الدورة الدموية للمريض.
*إنقاذ الدم أثناء الجراحة (ذاتي) أو تنظيف الخلايا المنقذة للخلايا ، وهي طريقة لجمع الدم المتسرب من الجهاز الدوري، وغسله وإعادة غرسه.
*آلة القلب والرئة، وهي طريقة يتم فيها تحويل الدم إلى جهاز اصطناعي للقلب والرئة وإعادة توجيهه إلى المريض.
*غسيل الكلى، حيث يدور الدم من خلال آلة، يتم تصفيته وتنظيفه، ثم إعادته إلى المريض.
*فصل البلازما، حيث يتم سحب الدم وتصفيته، وإزالة البلازما واستبدالها، وإعادتها إلى المريض.
*وضع العلامات أو الوسم، يتم سحب الدم، وخلطه بالأدوية، ثم إعادته إلى المريض عن طريق نقل الدم.
*جل الصفائح الدموية، يتم سحب الدم ووضعه في محلول غني بالصفائح الدموية وخلايا الدم البيضاء.
*الكسور من خلايا الدم الحمراء:
-الهيموجلوبين، المكون الحامل للأكسجين لخلايا الدم الحمراء.
*الكسور من خلايا الدم البيضاء:
-الإنترفيرون
-إنترلوكينز
*الكسور من الصفائح الدموية:
-الكسور من الصفائح الدموية:
*الكسور من بلازما الدم:
-الزلال
-الجلوبيولين
-متردد بالتبريد
-المبرد (البلازما الفقيرة بالبرودة) 
-عوامل التجلط، بما في ذلك العامل الثامن والعامل التاسع المستمدة من كميات كبيرة من الدم المخزن
-عامل التئام الجروح
*إريثروبويتين.
-بولي هيمي، محلول دم بديل للهيموغلوبين البشري المعدل كيميائياً.
-هيموبور، وهو محلول بديل للدم من الهيموغلوبين البقري المستقر كيميائياً المشتق من دم البقر.
جراحة بلا دم:
تم تطوير مجموعة متنوعة من التقنيات الجراحية الخالية من الدم لاستخدامها على المرضى الذين يرفضون عمليات نقل الدم لأسباب تشمل القلق بشأن الإيدز والتهاب الكبد وغيرها من الأمراض المنقولة بالدم أو تفاعلات الجهاز المناعي. أبدى العديد من الأطباء استعدادهم لاحترام اختيارات المرضى وتقديم العلاج بدون دم    وهناك حوالي 200 مستشفى يقدم أدوية بدون دم وبرامج جراحية للمرضى الذين يرغبون في تجنب أو الحد من عمليات نقل الدم. تم إجراء جراحة بلا دم بنجاح في إجراءات مهمة بما في ذلك جراحة القلب المفتوح واستبدال مفصل الورك. خلصت دراسة أجريت عام 2012 في الطب الباطني لجاما إلى أن "الشهود لا يبدو أنهم في خطر متزايد من حدوث مضاعفات جراحية أو وفيات طويلة الأمد عندما تتم المقارنات بشكل صحيح عن طريق حالة نقل الدم. وبالتالي، لا يبدو أن استراتيجيات إدارة الدم المتطرفة الحالية تعرض المرضى لخطر متزايد من أجل تقليل البقاء على المدى الطويل. كما أشارت الدراسة إلى أن "تقديرات البقاء للشهود كانت 86٪ و 69٪ و 51٪ و 34٪ بعد 5 و 10 و 15 و 20 عامًا بعد الجراحة، على التوالي، مقابل 74٪ و 53٪ و 35٪ و 23 ٪ بين غير الشهود الذين تلقوا عمليات نقل الدم ".
التقنيات الطبية والجراحية الخالية من الدماء لها قيود، ويقول الجراحون إن استخدام منتجات الدم الخاملة المختلفة وعمليات نقل الدم الذاتية قبل الجراحة هي معايير مناسبة للعناية ببعض العروض التقديمية للمرضى. تذكر جمعية برج المراقبة أنه في حالات الطوارئ الطبية حيث يبدو أن عمليات نقل الدم هي الطريقة الوحيدة المتاحة لإنقاذ الأرواح، يطلب شهود يهوه أن يقدم الأطباء أفضل رعاية بديلة ممكنة في ظل الظروف مع احترام قناعتهم الشخصية. وقد اعترفت جمعية برج المراقبة أن بعض الأعضاء ماتوا بعد رفض الدم.
في بعض البلدان، بما في ذلك كندا والمملكة المتحدة، يمكن نقض الوالدين أو الوصي قانونًا من قبل الطاقم الطبي. في هذه الحالة، يمكن للطاقم الطبي العمل بدون موافقة، من خلال الحصول على أمر محكمة في حالة غير طارئة، أو بدون ذلك في حالة الطوارئ. في اليابان، يمكن إعطاء الأطفال الذين تقل أعمارهم عن 15 عامًا عمليات نقل الدم رغماً عن رغباتهم ورغبات آبائهم، ويمكن معاملة الأطفال الذين تتراوح أعمارهم بين 15 و 18 عامًا بالمثل شريطة أن يوافقوا، أو على الأقل من الأوصياء القانونيين على الإجراء. في الولايات المتحدة، توصي الأكاديمية الأمريكية لطب الأطفال أنه في حالات «التهديد الوشيك بحياة الطفل»، قد يتدخل الأطباء في بعض الحالات بسبب اعتراضات الوالدين.
لجان الأتصال المستشقيات:
في عام 1988، شكلت جمعية برج المراقبة خدمات معلومات المستشفيات ، وهي قسم للمساعدة في تحديد الأطباء أو الفرق الجراحية الراغبين في إجراء الإجراءات الطبية على الشهود دون نقل الدم. تم منح القسم الإشراف على مكتب معلومات المستشفى لكل مكتب فرعي،  ومائة من لجان الاتصال بالمستشفيات التي تم إنشاؤها في جميع أنحاء الولايات المتحدة. اعتبارًا من عام 2003، يقدم حوالي 200 مستشفى حول العالم برامج طبية بدون دم. اعتبارًا من عام 2006، هناك 1,535 لجنة اتصال بالمستشفيات تنسق التواصل بين 110,000 طبيب.
تقوم خدمات معلومات المستشفيات بالبحث في المجلات الطبية لتحديد موقع المعلومات حول توفر وفعالية طرق الجراحة بدون دم. ينشر معلومات حول خيارات العلاج إلى لجان الاتصال بالمستشفيات المحلية والأطباء والمستشفيات.
مجموعات زيارة المرضى:
منذ عام 2004، تم إبلاغ شهود يهوه في الولايات المتحدة بأنه "بموافقتك، يسمح القانون لكبار السن بمعرفة دخولك [إلى المستشفى ] وتوفير التشجيع الروحي"[51] ولكن ذلك" الشيوخ الذين يعملون في مجموعة زيارة المرضى [يمكن] الوصول إلى اسمك فقط إذا أعلن المرضى عن رغباتهم وفقاً لقانون التأمين الصحي والمساءلة.
تتواصل مكاتب فروع شهود يهوه مباشرة مع الجماعات بخصوص «طرق الاستفادة من أنشطة لجنة الاتصال بالمستشفى ومجموعة زيارة المرضى». أفاد منشور شهود يهوه في عام 2000 أن الأرجنتين لديها أقل من مائة من أعضاء لجنة القانون الإنساني «الذين يقدمون معلومات حيوية للمجتمع الطبي»، مضيفًا أن «عملهم مكمل بمئات من الشيوخ الآخرين الذين يضحون بأنفسهم والذين يشكلون مجموعات زيارة المرضى التي تدعو شاهد المرضى لمساعدتهم وتشجيعهم». يعين كل مكتب فرعي أعضاء لجان مجموعة زيارة المرضى، الذين يعملون كمتطوعين.
القبول بين شهود يهوه:
منذ صياغة عقيدة الدم لدرجة منع نقل الدم، تبنى غالبية شهود يهوه موقف المنظمة. شهود يهوه الذين يقبلون بمبدأ الدم عادة ما يتمسكون بقوة بإدانتهم. في عدد أغسطس 1998 من طب الطوارئ الأكاديمي ، جادل دونالد ريدلي، أحد شهود يهوه ومحامي موظفي المنظمة، بأن حمل بطاقة توجيه طبية حديثة صادرة عن المنظمة يشير إلى أن الفرد يوافق شخصيًا على الموقف الديني الراسخ ليهوه. الشاهد.
في عام 1985، أبلغت برج المراقبة عن عضو معين من شهود يهوه الذين قبلوا طوعاً نقل الدم، خلافا لمبدأ برج المراقبة [62] تؤكد المنظمة أن الأعضاء قبلوا عمليات نقل الدم، على رغم من فرض سياسة مجتمعية في عام 1961 للقبول المتعمد [63][64].
في عام 1982، أجرت الدكاترة دراسة حالة تمت مراجعتها من قبل الأقران لمجموعة من 59 شهود يهوه. لاري جيه فندلي وبول م. ريدستون لتقييم الاعتقاد الفردي فيما يتعلق بالدم بين شهود يهوه. وذكر الباحثون: «إن أعضاء هذه الجماعة مصرون على رفضهم جميع منتجات الدم. . . لم يذكر أحد الأعضاء أنهم سيحصلون على نقل دم حتى لو كان رفضهم يعني الموت، فقد رفض ما يقرب من ثلث المستجيبين شخصياً عمليات نقل الدم». ومع ذلك، أظهرت الدراسة أيضًا أن سبعة مستجيبين كانوا على استعداد لقبول عمليات زرع البلازما وعضو واحد من النقل الذاتي، وكلا العلاجات التي يحظرها مذهب شهود يهوه. وعلق الباحثون، «إما أن هناك بعض الافتقار إلى الفهم أو رفض اتباع المذهب بين بعض الأعضاء». وأشار الباحثون إلى أن تفاصيل الاتصال بالمجيبين تم تقديمها من قبل شيوخ الجماعة، والتي ربما أثرت على الردود المقدمة. اشارت دراسة أخرى تمت مراجعتها من قبل النظراء لفحص السجلات الطبية إلى نسبة مماثلة من شهود يهوه المستعدين لقبول عمليات نقل الدم لأطفالهم. أظهر الشباب أيضًا استعدادًا لقبول عمليات نقل الدم. في دراسة أخرى، أظهر مرضى شهود يهوه الذين قدموا للعمل والمخاض استعدادًا لقبول شكل من أشكال الدم أو منتجات الدم. ومن هؤلاء المرضى، وافق 10 في المائة على نقل الدم الكامل.
يعود التناقض ورفض عقيدة الدم إلى الأربعينيات على الأقل. بعد أن قامت جمعية برج المراقبة بتأسيس العقيدة، وتعليمها أنه لا يجب أن يؤكل الدم (حوالي 1927-31)، قدمت مارغريت بوبر، التي لم تكن عضوًا في الطائفة، رواية شهود عيان مباشرة لشهود يهوه في معسكر الاعتقال النازي رافينسبروك. وتروي أن الغالبية العظمى كانت على استعداد لتناول نقانق الدم على الرغم من وجود طعام بديل للاختيار من بينها، وبالتحديد بعد النظر في العبارات الكتابية المتعلقة بالدم.
تاريخ العقيدة:
من عام 1931،  عندما تم تبني اسم «شهود يهوه»، حافظت منشورات جمعية برج المراقبة على وجهة نظر مؤسس الجمعية شارل تاز رسل بأن الاشارة إلى الامتناع عن اكل الدم في المرسوم الرسولي من أعمال 15: 19-29 كان «إقتراحاً» ليُعْطَى المتحولين من الأمم. أشادت منشورات برج ووتش خلال رئاسة جوزيف فرانكلين روثرفورد بالاستخدامات التجارية والطارئة للدم. أشاد عدد 1925 من العصر الذهبي بالرجل لتبرعه بالدم 45 مرة بدون أجر. في عام 1927، لاحظ برج المراقبة ، دون تفصيل، أنه في تكوين 9، أمر الله أن نوح وأولاده «يجب ألا يأكلوا الدم، لأن الحياة في الدم». في عام 1940 أفادت مجلة Consolation عن امرأة أطلقت النار بطريق الخطأ بمسدس في قلبها ونجت من عملية جراحية كبرى تبرع خلالها الطبيب المعالج بكمية من دمه من أجل نقل الدم.
في عام 1944، مع جمعية برج المراقبة تحت إدارة الرئيس ناثان هومر كنور، أكد برج المراقبة أن المراسيم الواردة في تكوين 9: 4 ولاويين 17: 10-14 يمنع أكل أو شرب الدم في أوقات الكتاب المقدس "سواء عن طريق نقل الدم أو عن طريق الفم "وهذا ينطبق" بطريقة روحية على الأشخاص المكرسين ذوي النوايا الحسنة اليوم، والمعروف باسم " جوناداب " من "خراف الرب الأخرى".
في سبتمبر 1945، علق ممثلو جمعية برج المراقبة في هولندا على نقل الدم في الطبعة الهولندية من Consolation. ترجمة تعليقاتهم إلى اللغة الإنجليزية تقرأ:
«عندما نفقد حياتنا لأننا نرفض التلقيح، فهذا لا يشهد كمبرر لاسم يهوه. لم يصدر الله أبداً لوائح تحظر استخدام العقاقير أو التلقيح أو نقل الدم. إنه اختراع للناس الذين يتركون رحمة يهوه ويحبونه جانباً، مثل الفريسيين».
وفقًا لعلم الاجتماع ريتشارد سينجلنبرج، ربما تم نشر البيان الذي ظهر في الطبعة الهولندية من Consolation دون معرفة الموقف العقائدي المنشور في العدد الإنجليزي في يوليو 1945 من إصدار Consolation من مقر جمعية برج المراقبة في الولايات المتحدة.
في عام 1945، تم توسيع تطبيق العقيدة على الدم لحظر نقل الدم من الدم الكامل، سواء كانت خيالية أو ذاتية. لم يحدد الحظر أي تدابير عقابية لقبول نقل الدم، ولكن بحلول يناير 1961 — في ما وصف لاحقًا بأنه تطبيق «زيادة الصرامة»  — حكم أنه من المخالفات قبول نقل الدم بضمير حي. حذرت منشورات Watch Tower من أن قبول نقل الدم يمكن أن يمنع الشهود من العيش إلى الأبد في عالم الله الجديد، الأمل الذي يحمله الأعضاء: «قد يؤدي إلى إطالة الحياة بشكل مؤقت ومؤقت للغاية، ولكن ذلك على حساب الحياة الأبدية ل مسيحي مخلص».
استيقظ في سبتمبر 1956 ! ذكر، «بعض أجزاء الدم ... تخضع أيضًا لحظر الكتاب المقدس». تم تأكيد موقف ضد «كسور الدم المختلفة» في سبتمبر 1961. في نوفمبر من نفس العام، تم تعديل العقيدة للسماح لأفراد من الأفراد أن يقرروا ما إذا كان بإمكانهم قبول الضمير الكسور المستخدمة من الدم لأغراض مثل التطعيم. وقد تم توسيع هذا المنصب منذ ذلك الحين؛ يشتمل نموذج التوكيل الدائم الذي تم تهيئته مسبقًا والمقدم من جمعية برج المراقبة على خيار لشهود يهوه «لقبول جميع الكسور المشتقة من أي مكون أساسي من مكونات الدم».
استيقظ في سبتمبر 1956 ! ذكر، «بعض أجزاء الدم ... تخضع أيضًا لحظر الكتاب المقدس». تم تأكيد موقف ضد «كسور الدم المختلفة» في سبتمبر 1961. في نوفمبر من نفس العام، تم تعديل العقيدة للسماح للأفراد بأن يقرروا ما إذا كان بإمكانهم قبول الضمير الكسور المستخدمة من الدم لأغراض مثل التطعيم. وقد تم توسيع هذا المنصب منذ ذلك الحين؛ يشتمل نموذج التوكيل الدائم الذي تم تهيئته مسبقًا والمقدم من جمعية برج المراقبة على خيار لشهود يهوه «لقبول جميع الكسور المشتقة من أي مكون أساسي من مكونات الدم».
في عام 1982، أعلنت مقالة برج المراقبة أنه سيكون من الخطأ أن يسمح الشاهد للعلقة بتغذية دمه كجزء من إجراء طبي، بسبب قدسية الدم.
في عام 1989، صرحت برج المراقبة ، «يجب على كل فرد أن يقرر» ما إذا كان سيقبل إجراءات غسيل الكلى وإخراج الدم ذاتيًا (حافظة الخلايا). في عام 1990، كتيب بعنوان كيف يمكن للدم أن ينقذ حياتك؟ أُفرج عنه، موضحاً العقيدة العامة لشهود يهوه بشأن الدم.
في عام 2000، تم ذكر موقف جمعية برج المراقبة بشأن كسور الدم بوضوح. تم توجيه الأعضاء ليقرروا شخصياً ما إذا كان قبول كسر من شأنه أن ينتهك مبدأ الدم. في مقال لاحق، تم تذكير الأعضاء بأن شهود يهوه لا يتبرعون بالدم أو يخزنون دمائهم قبل الجراحة.
في مايو 2001، قامت جمعية برج المراقبة بتعديل توجيهاتها الطبية وبطاقات الهوية التي تتناول وضعها العقائدي للدم. تم توزيع المواد المنقحة في 3 مايو 2001. حددت هذه الوثائق المنقحة أن «عمليات نقل الدم الخيفية» غير مقبولة، بينما ذكرت الوثيقة السابقة (بتاريخ 1999) أن «عمليات نقل الدم» غير مقبولة. كانت وثائق 2001 المنقحة نشطة حتى 20 ديسمبر 2001. ثم ألغت جمعية برج المراقبة الوثيقة المنقحة، قائلة «بعد مزيد من المراجعة، تقرر أنه لا ينبغي استخدام البطاقات المؤرخة» md-E 6/01 «و» ic-E 6/01 «. يرجى تدمير هذه العناصر والتأكد من عدم توزيعها على الناشرين». صدرت تعليمات لكبار السن بالعودة إلى طبعة 1999 القديمة من التوجيهات الطبية وبطاقات الهوية.
كثيرا ما تدعي منشورات Watch Society Society العواقب السلبية لعمليات نقل الدم:
- أعلن برج المراقبة عام 1951: «ودع هواة نقل الدم ذوي المنقذ المعقد يفكرون في حقيقة أن عمليات نقل الدم تؤذي في كثير من الأحيان، وتنشر الأمراض، وكثيرا ما تسبب وفيات، والتي، بطبيعة الحال، لا يتم الإعلان عنها».[80]
- نقلت برج المراقبة عام 1961 عن الجراح البرازيلي الدكتور أميريكو فاليريو قوله إن عمليات نقل الدم غالباً ما يتبعها «الجنون الأخلاقي والانحرافات الجنسية والقمع ومعقيدات النقص والجرائم الصغيرة» والدكتور ألونزو جاي شادمان مدعيا أن دم الشخص «يحتوي على جميع خصائص الفرد. .. [بما في ذلك] الوراثة الوراثية وحساسيات المرض والسموم بسبب عادات الحياة الشخصية وتناول الطعام والشراب. . . السموم التي تنتج الدافع للانتحار أو القتل أو السرقة في الدم».
- استيقظ 1969 ! أفادت عن رجل يدعى روبرت خوري، قال، بعد تلقي نقل الدم، «عندما تعافت وجدت أن لدي رغبة مروعة في السرقة».[81]
- استيقظ 1974 ! استشهد بتقرير مراكز السيطرة على الأمراض أن ما يصل إلى 35000 حالة وفاة و 500000 حالة مرضية في السنة قد يكون بسبب وجود التهاب الكبد في الدم لعمليات نقل الدم.[82]
  - استيقظ عام 2006 ! أبرزت المخاطر الناجمة عن إصابة الرئة الحادة المتعلقة بنقل الدم.[83]

آراء نقدية :
وقد جاءت معارضة مذاهب برج المراقبة بشأن عمليات نقل الدم من الأعضاء وغير الأعضاء. تشير مجموعة من الشهود المنشقين المعروفين باسم شهود يهوه من أجل الإصلاح على الدم (AJWRB) إلى أنه لا يوجد أساس كتابي لحظر عمليات نقل الدم وتسعى إلى تغيير بعض السياسات. في سلسلة من المقالات في مجلة علم الأخلاق الطبية ، أثار طبيب الأعصاب الأمريكي أوسامو موراموتو، وهو مستشار طبي لـ AJWRB ، قضايا تشمل ما يدعي أنه الإكراه لرفض عمليات النقل، والتناقض العقائدي، والاستخدام الانتقائي للمعلومات من قبل جمعية برج المراقبة للمبالغة في مخاطر عمليات نقل الدم واستخدام المعتقدات الطبية التي عفا عليها الزمن.
التفسير الكتابي:
يقول الشهود المنشقون إن استخدام الجمعية لللاويين 17:12 لدعم معارضتها لعمليات نقل الدم  يتعارض مع تعاليمها بأن المسيحيين ليسوا تحت ناموس موسى. يدعي اللاهوتي أنتوني هويكيما أن الدم المحظور في قوانين اللاويين ليس بشراً، بل حيواناً. يستشهد بمؤلفين آخرين  يؤيدون وجهة نظره بأن الاتجاه في أعمال الرسل 15 للامتناع عن الدم لم يكن مقصودًا أبدًا ولكن وسيلة للحفاظ على علاقة سلمية بين اليهود والمسيحيين غير اليهود. وقد وصف بأنه «حرفية سخيفة» استخدام الشهود لحظر كتابي على أكل الدم لحظر نقل دم الإنسان.
الإكراه:
جادل أوسامو موراموتو بأن رفض شهود يهوه معالجة الدم «المنقذة للحياة»  يخلق قضايا أخلاقية طبية حيوية خطيرة. وقد انتقد «التدخل المسيطر» لجمعية برج المراقبة من خلال ما يدعي أنه التحكم في المعلومات وسياستها في معاقبة الأعضاء الذين يقبلون عمليات نقل الدم أو الذين يدعون إلى حرية اختيار العلاج القائم على الدم. يقول إن التهديد بأن يُصنَّف على أنه شاهد منفصل عن نفسه ومن ثم يتجنبه الأصدقاء والأقارب الذين هم أعضاء يجبر شهود يهوه على قبول وامتثال الحظر على عمليات نقل الدم. ولكن في قضية معينة تتعلق بقرار محكمة مقاطعة روسية، لم تجد المحكمة الأوروبية لحقوق الإنسان أي شيء في الأحكام تشير إلى تطبيق أي شكل من أشكال الضغط غير اللائق أو التأثير غير المبرر. ولاحظت: «على العكس من ذلك، يبدو أن العديد من شهود يهوه قد اتخذوا قرارًا متعمدًا برفض نقل الدم مسبقًا، دون قيود زمنية لحالة الطوارئ». وقالت المحكمة: «إن حرية قبول أو رفض علاج طبي معين، أو اختيار شكل بديل للعلاج، أمر حيوي لمبادئ تقرير المصير والاستقلالية الشخصية. المريض البالغ المختص حر في أن يقرر ... عدم إجراء عملية نقل دم. ومع ذلك، لكي تكون هذه الحرية ذات مغزى، يجب أن يكون للمرضى الحق في اتخاذ خيارات تتوافق مع وجهات نظرهم وقيمهم، بغض النظر عن الكيفية التي قد تبدو بها مثل هذه الخيارات غير عقلانية أو غير حكيمة أو غير حكيمة».
وزعم موراموتو أن تدخل لجان اتصال المستشفيات يمكن أن يزيد من «الضغط التنظيمي» الذي يمارسه أفراد الأسرة والأصدقاء وأعضاء الجماعة على مرضى الشهود لرفض العلاج القائم على الدم. ويلاحظ أنه في حين أن أعضاء لجان الأتصال المستشفيات، الذين هم من شيوخ الكنيسة، «قد يمنحون المريض» الدعم المعنوي «، فإن تأثير حضورهم على المريض معروف بشكل هائل. تكشف تقارير الحالة أن مرضى شهود يهوه قد غيروا قرارهم السابق بقبول علاج الدم بعد زيارة من كبار السن». ويدعي أن مثل هذا الضغط التنظيمي يعرض للخطر استقلالية مرضى الشهود ويتعارض مع خصوصيتهم وسريتهم. وقد دافع عن سياسة لا تقوم فيها منظمة برج المراقبة وشيوخ الجماعة باستجواب المرضى حول تفاصيل رعايتهم الطبية ولن يكشف المرضى عن هذه المعلومات. ويقول إن الجمعية تبنت مثل هذه السياسة في عام 1983 بشأن تفاصيل النشاط الجنسي بين المتزوجين.
يقول المتحدث باسم برج ووتش دونالد ت. ريدلي إنه لا يتم توجيه أو تشجيع كبار السن ولا أعضاء اللجنة العليا للتحقيق في قرارات الرعاية الصحية لمرضى الشهود ولا يتورطوا في دخول المرضى إلى المستشفى ما لم يطلب المرضى مساعدتهم. لكن ديفيد ماليون ، ممثل برج المراقبة ، قال إنه سيرد على «خطيئة» الشهود التي يشرف عليها بالقول «هل ستخبرهم أم أفعل!»  الرغم من ذلك ، يقول ريدلي إن اقتراح موراموتو بأن الشهود يجب أن يكونوا أحرارًا في تجاهل تعاليم ومعايير برج المراقبة الكتابية غير معقول. يقول أن محبة الله تعني إطاعة الوصايا ، وليس عصيانها وإخفاء عصيان المرء عن الآخرين.
يوصي موراموتو الأطباء بعقد اجتماع خاص مع المرضى لمناقشة رغباتهم ، وعدم حضور شيوخ الكنيسة وأفراد الأسرة ، مما يمكّن المرضى من الشعور بالضيق من ضغط الكنيسة. يقترح الأطباء سؤال المرضى حول (أ) ما إذا كانوا قد اعتبروا أن جمعية برج المراقبة قد توافق قريبًا على بعض الممارسات الطبية التي يرونها حاليًا مرفوضة ، بنفس الطريقة التي تخلت عنها سابقًا معارضتها للتطعيم وزرع الأعضاء ؛ (ب) ما إذا كان المرضى الشهود يعرفون أي مكونات الدم مسموح بها وأيها ممنوع ، وما إذا كانوا يعترفون بأن هذه الأحكام هي سياسة تنظيمية وليست تعاليم كتابية ؛ (ج) ما إذا كانوا يدركون أنه على الرغم من أن بعض الكتاب المقدس يحظر أكل الدم ، فإن تناول الدم ونقله له تأثيرات مختلفة تمامًا على الجسم. رد ديفيد ماليون ممثل اللجنة الإنجليزية العليا بأن أسئلة موراموتو المقترحة هي إهانة لإجبار شهود يهوه على «الاستقصاء الفلسفي المعقد»، وإذا تم استخدامها من قبل الأطباء ، فسيكون «تحولًا مسيئًا للدور الطبي للعناية والرعاية إلى دور محامي الشيطان. محتال».
الاستخدام الانتقائي للمعلومات:
زعم موراموتو أن العديد من منشورات جمعية برج المراقبة توظف المبالغة والعاطفية للتأكيد على مخاطر عمليات النقل ومزايا العلاجات البديلة ، ولكنها تقدم صورة مشوهة من خلال عدم الإبلاغ عن أي فوائد للعلاج القائم على الدم. ولا تقر منشوراتها أنه في بعض الحالات ، بما في ذلك النزيف السريع والكبير، لا توجد بدائل لعمليات نقل الدم. ويزعم أن منشورات Watch Tower Society تناقش غالبًا خطر الموت نتيجة لرفض عمليات نقل الدم ، لكنها لا تولي اهتمامًا كبيرًا للمعاناة والإعاقة لفترات طويلة ، مما ينتج عبئًا إضافيًا على الأسرة والمجتمع ، والذي يمكن أن ينتج عن الرفض. يدعي المحامي والشاهد السابق Kerry Louderback-Wood  أيضًا أن منشورات Witness تبالغ في المخاطر الطبية لأخذ الدم وكفاءة العلاجات الطبية غير الدموية في المواقف الحرجة.
زعم دوجلاس إي. كوان، وهو أكاديمي في علم اجتماع الدين ، أن أعضاء حركة المعاينة المسيحية الذين ينتقدون جمعية برج المراقبة ، يستخدمون المعلومات بشكل انتقائي. على سبيل المثال ، كتب المدافع المسيحي ريتشارد أبانس أن حظره على نقل الدم «أدى إلى وفاة عدد لا يحصى من الشهود على مر السنين ، بما في ذلك العديد من الأطفال». كتب كوان: «عندما يتفحص القارئ بعناية [حاشية أبانس] ، ومع ذلك ، ربما يبحث عن بعض الأدلة الإحصائية ، فإنه لا يجد سوى تخمين إحصائي يعتمد على أرقام استخدام الدم للصليب الأحمر لعام 1980». يقول كوان أيضا أن أبانس يتجاهل «القضايا الحرجة» في محاولة «لتقديم الوجه الأكثر سلبية». كتب كوان أن «القارئ ترك انطباعًا بأن جمعية برج المراقبة تترأس عن علم عددًا كبيرًا من الوفيات التي يمكن منعها كل عام».
المعتقدات الطبية القديمة:
يقول أوسامو موراموتو إن جمعية برج المراقبة تعتمد على المعتقدات الطبية المهملة منذ قرون لدعم تأكيدها على أن عمليات نقل الدم هي نفسها مثل تناول الدم. نقل كتيب برج المراقبة لعام 1990 عن الدم عن عالم تشريح في القرن السابع عشر لدعم وجهة نظره. يقول موراموتو إن وجهة النظر القائلة بأن الدم هو الغذاء - الذي لا يزال يتم تبنيه في منشورات برج المراقبة  - تم التخلي عنه من قبل الطب الحديث منذ عقود عديدة. وقد انتقد القياس الذي يشيع استخدامه من قبل الجمعية  والذي جاء فيه: «فكر في رجل أخبره الطبيب أنه يجب عليه الامتناع عن الكحول. هل سيكون مطيعا إذا توقف عن شرب الكحول ولكنه وضعه مباشرة في عروقه؟»  يقول موراموتو إن القياس غير صحيح ، موضحًا: «يتم امتصاص الكحول المبتلع عن طريق الفم كالكحول ويتم تداوله على هذا النحو في الدم ، في حين يتم هضم الدم الذي يتم تناوله عن طريق الفم ولا يدخل في الدورة الدموية كدم. الدم الذي يدخل مباشرة في الأوردة يدور ويعمل كدم وليس كغذاء. وبالتالي ، فإن نقل الدم هو شكل من أشكال زرع الأعضاء الخلوية. و ... يسمح (WTS)الآن بزرع الأعضاء». يقول إن الاعتراض على عمليات نقل الدم على أساس تحريم الكتاب المقدس ضد تناول الدم يشبه رفض عملية زرع القلب على أساس أن الطبيب حذر المريض من الامتناع عن تناول اللحوم بسبب ارتفاع مستوى الكوليسترول.
زعم ديفيد ماليون ، رئيس لجنة الاتصال بالمستشفى الإنجليزية في لوتون، إنجلترا، أن مناقشة موراموتو للاختلافات بين استهلاك الدم والكحول هي عملية متحذرة ويقول إن قوانين الدم في الكتاب المقدس تستند إلى تقديس الحياة وارتباطها بالدم ، وأن القوانين يجب أن تحفظ في الروح كما في الحرف.
التضارب:
وصف موراموتو سياسة برج المراقبة بقبولها الغريب وغير المتسق لقبول جميع المكونات الفردية لبلازما الدم طالما أنها لا تؤخذ في نفس الوقت. يقول إن الجمعية لا تقدم أي تفسير كتابي للتمييز بين العلاجات المحظورة وتلك التي تعتبر «مسألة ضمير»، موضحا أن التمييز يستند بالكامل إلى قرارات تعسفية من الهيئة الحاكمة، والتي يجب أن يلتزم بها الشهود بدقة على فرضية أنهم كتاب مقدس على أساس «الحقيقة». وقد تساءل عن سبب حظر خلايا الدم البيضاء (1 في المائة من حجم الدم) والصفائح الدموية (0.17 في المائة)، ولكن يُسمح بالألبومين (2.2 في المائة من حجم الدم). لقد تساءل عن سبب اعتبار التبرع بالدم وتخزين الدم من أجل نقل ذاتي خطأ ، لكن جمعية برج المراقبة تسمح باستخدام مكونات الدم التي يجب التبرع بها وتخزينها قبل أن يستخدمها الشهود. لقد تساءل عن سبب استعداد الشهود ، على الرغم من أنهم ينظرون إلى الدم على أنه مقدس ويرمز إلى الحياة ، للسماح لشخص يموت من خلال وضع أهمية أكبر على الرمز من الواقع الذي يرمز إليه.
يزعم كيري لودرباك وود أنه من خلال وصف أجزاء الدم المقبولة حاليًا بأنها «دقيقة» فيما يتعلق بالدم الكامل ، فإن منظمة برج المراقبة تجعل المتابعين يسيئون فهم نطاق ومدى الكسور المسموح بها.
يجيب الشهود أن القضية الحقيقية ليست في السوائل في حد ذاتها ، ولكن في احترام وطاعة الله. يقولون أن مبدأهم في الامتناع عن الدم كتعبير عن الاحترام يتجلى في حقيقة أنه يُسمح للأعضاء بتناول اللحوم التي لا تزال تحتوي على بعض الدم. بمجرد تجفيف الدم من الحيوان ، يظهر الاحترام لله ، وبعد ذلك يمكن للشخص أن يأكل اللحم على الرغم من أنه قد يحتوي على كمية صغيرة من الدم. يختلف رأي شهود يهوه عن اللحوم والدم عن رأي أتباع اليهود الكوشير ، الذين يبذلون جهودًا كبيرة لإزالة آثار الدم الصغيرة.
أنظر أيضا:
- نقل الدم
- جراحة بلا دم
- نقد شهود يهوه
- Knocking ، فيلم وثائقي عن الشهود يتميز بالطب غير الدموي.
- قانون الأطفال ، رواية من تأليف إيان ماك إيوان ، حيث تكون القضية مركزية في المؤامرة